# Multimagisch vierkant
Een p-multimagisch vierkant is een magisch vierkant dat magisch blijft wanneer de elementen tot de macht k worden verheven voor 1 ≤ k ≤ p. Een 2-multimagisch vierkant wordt een bimagisch vierkant genoemd, een 3-multimagisch vierkant wordt een trimagisch vierkant genoemd, et cetera. De Griekse telwoorden worden gebruikt voor grotere multimagische vierkanten (tetra, penta, hexa, ...).
Naast p (de macht waartot verheven wordt) kan de grootte n van het vierkant variëren. Dit getal n duidt de afmetingen aan, n bij n, en het wordt de orde van het vierkant genoemd.

## Algemene eigenschappen
- Voor elke p > 1 bestaat er p-multimagisch vierkant van orde > 1.[1][2]
- Er zijn waarden voor p en n waarvoor er geen multimagisch vierkant bestaat. Zo zijn er geen bimagische vierkanten met orde 3 of 4 met verschillende gehele getallen.[3]

## Varianten
Er zijn allerlei varianten van multimagische vierkanten die men kan beschouwen: men kan alleen bepaalde getallen toestaan, zoals priemgetallen en getallen die geschreven kunnen worden als ab waarbij b hetzelfde is voor elk element van het vierkant. Andere beperkingen die men kan opleggen zijn: het gebruik van alleen opeenvolgende getallen vanaf 1 of het wel/niet toestaan van dubbele getallen.
Ook kan men multimagische vierkanten beschouwen waarbij de getallen per rij, kolom en diagonaal met elkaar vermenigvuldigd worden in plaats van opgeteld. Deze eis kan ook gecombineerd worden met de oorspronkelijke eis voor de som waardoor een vierkant zowel een magische som als een magisch product moet hebben.

## Geschiedenis
Het eerste bekende multimagische vierkant was het volgende vierkant met orde 8 dat gevonden werd door de Fransman G. Pfeffermann in 1890. Hij maakte een puzzel van dit vierkant wat op 15 januari 1891 werd uitgegeven in het tijdschrift Les Tablettes du Chercheur - Journal de Jeux d'Esprit et de Combinaisons.
| 56 | 34 | 8  | 57 | 18 | 47 | 9  | 31 |
| 33 | 20 | 54 | 48 | 7  | 29 | 59 | 10 |
| 26 | 43 | 13 | 23 | 64 | 38 | 4  | 49 |
| 19 | 5  | 35 | 30 | 53 | 12 | 46 | 60 |
| 15 | 25 | 63 | 2  | 41 | 24 | 50 | 40 |
| 6  | 55 | 17 | 11 | 36 | 58 | 32 | 45 |
| 61 | 16 | 42 | 52 | 27 | 1  | 39 | 22 |
| 44 | 62 | 28 | 37 | 14 | 51 | 21 | 3  |
De magische constante van dit vierkant is 260. Wanneer elk getal gekwadrateerd wordt, is de magische constante 11180.